# William Duncan
William Duncan (16 de dezembro de 1879 – 7 de fevereiro de 1961) foi um ator, escritor e diretor de cinema estadunidense, especializado em seriados. Ele protagonizou vários filmes da era do cinema mudo, trabalhando para vários estúdios, entre eles a Selig Polyscope Company e a Vitagraph Studios. Duncan atuou em 171, dirigiu 88 e escreveu 46 filmes em uma carreira que se estendeu de 1911 a 1940.

## Biografia
William Duncan era nascido na Escócia e aos 10 anos foi para os Estados Unidos, onde foi educado. Um ex-instrutor da McFadden's Physical Culture School, e mais tarde o dono da sua própria academia de musculação, Duncan ganhou notoriedade atuando em vaudevilles itinerantes através do país, com o famoso lutador Sandow. Iniciou trabalhando como ator e diretor para a Selig Polyscope Company em 1910. O primeiro filme em que atuou foi o curta-metragem Love and Law, lançado em 21 de janeiro de 1909 pela Selig Polyscope Company. O primeiro filme a dirigir, e no qual também atuou, foi The Telltale Knife, em 1911, pela Selig Polyscope Company.

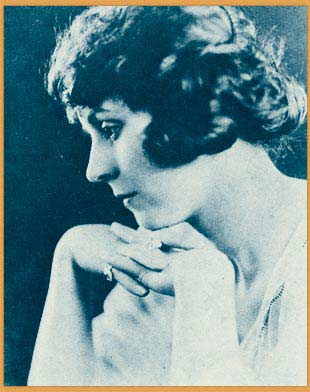
Edith Johnson, esposa de William Duncan.

Tendo deixado a Selig para entrar na Vitagraph Studios em 1915, Duncan dirigiu e estrelou em The Fighting Trail, em 1917, e que seria o primeiro de dez seriados que o tornariam confortavelmente rico e imensamente popular. Em A Fight for Millions, em 1918, co-estrelou com Edith Johnson, que se tornou sua esposa em 1921.
Quando William Duncan se juntou à Vitagraph, seu contrato foi fixado em $1,000,000 ao ano, o que o tornava mais bem pago do que Mary Pickford e Douglas Fairbanks.
Após vários filmes para a Selig, eles partiram para entrar na Universal Pictures e depois na Vitagraph Studios. Duncan começou a fazer seriados ao lado de sua esposa, e além de estrelar, também dirigiu, para a Vitagraph e para a Universal.
Eles atuaram juntos em sete seriados, que foram bem sucedidos, mas Duncan e Johnson se irritaram sob a administração desastrada na Universal, e se aposentaram depois de seu último filme para o estúdio, em 1924, Wolves of the North. Posteriormente o casal se apresentou em vaudevilles, juntos e, em seguida, resolveram constituir uma família.
Edith não desejava mais voltar ao cinema, sendo seu último filme o seriado Wolves of the North, ao lado de Duncan, em 1924, mas nos anos 1930, Duncan retornou às telas, em papéis coadjuvantes, tais como Buck Peters, o proprietário do Bar 20 Ranch, em cinco episódios da série Hopalong Cassidy, feitos para a Paramount Pictures entre 1935 e 1939.
Seu último filme foi The Texas Rangers Ride Again (no Brasil, A Volta dos Mosqueteiros), em 1940, em que personificou o Capitão Inglis, ao lado de Ellen Drew, John Howard, Akim Tamiroff e Broderick Crawford.
Faleceu em Los Angeles, aos 81 anos, em 7 de fevereiro de 1961, e está sepultado no Inglewood Park Cemetery, em Los Angeles, Califórnia, ao lado da esposa, Edith Johnson, que faleceu oito anos depois, em 1969.

## Filmografia parcial

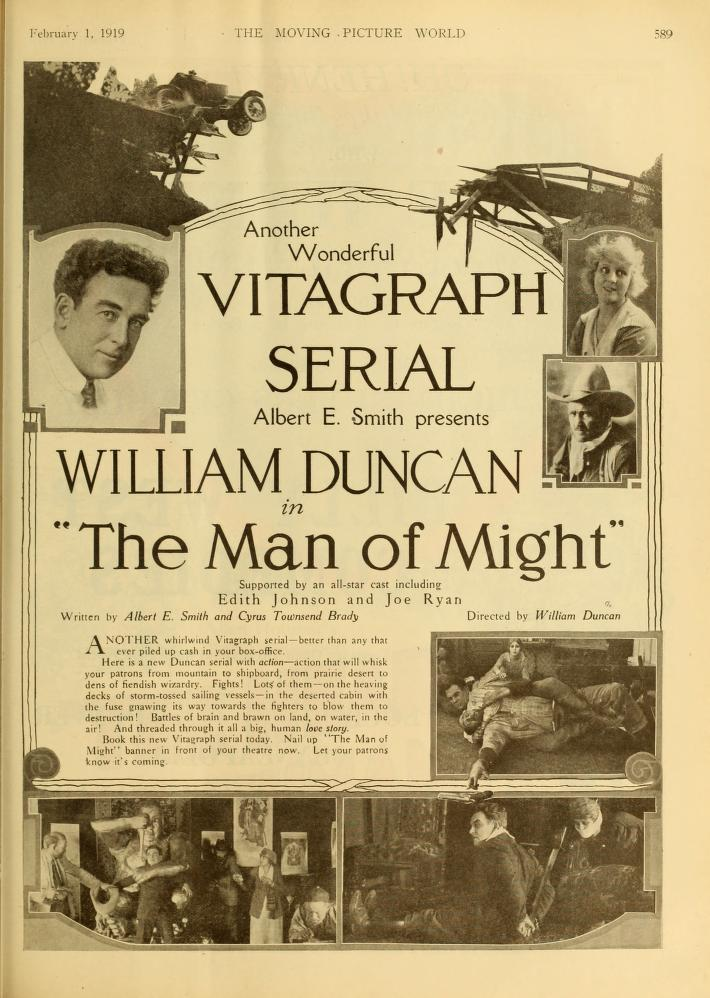
Cartaz do seriado Man of Might, de 1919.

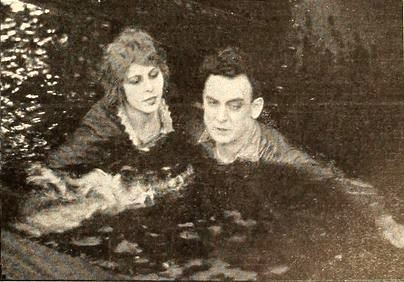
Duncan e Edith Johnson no seriado Smashing Barriers, de 1919.

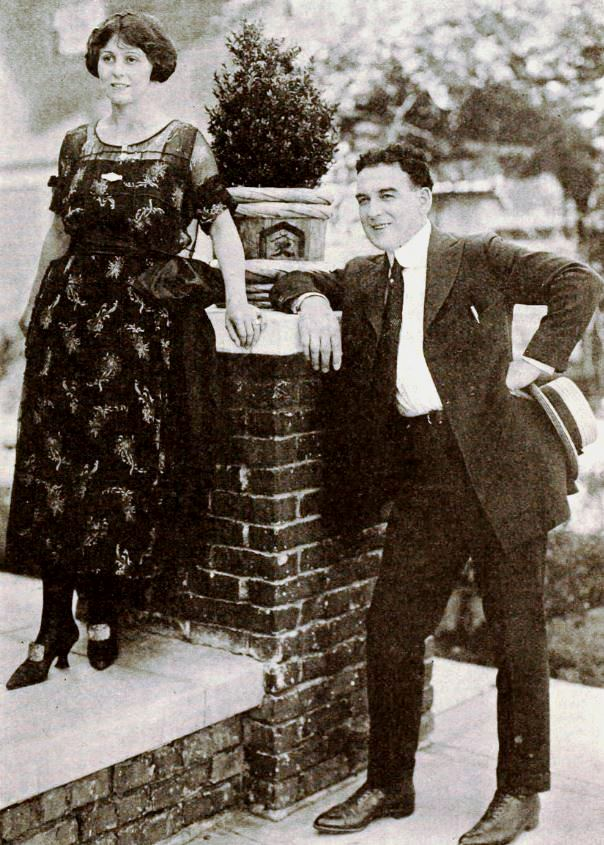
Edith Johnson e William Duncan, em frente de sua casa, p. 79 de 4 de agosto de 1920, Exhibitors Herald. Nessa época, estavam começando seu trabalho no seriado Fighting Fate (1921), e casariam em 1921

- How It Happened, 1913 (no Brasil, Como Isto Aconteceu)
- The Fighting Trail, seriado, 1917
- Vengeance and the Woman, seriado, 1917
- A Fight for Millions, seriado, 1918
- Man of Might, seriado, 1919
- Smashing Barriers, seriado, 1919
- The Silent Avenger, seriado, 1920
- Fighting Fate, seriado, 1921
- The Steel Trail, 1923
- The Fast Express, seriado, 1924
- Wolves of the North, seriado, 1924
- Nevada, 1935
- Three on the Trail, 1936 (no Brasil, Três sobre a Pista. Episódio da série Hopalong Cassidy)
- Forlorn River, 1937 (no Brasil, Alma de Renegado)
- Hopalong Rides Again, 1937 (no Brasil, O Estouro da Boiada. Episódio da série Hopalong Cassidy)
- Thunder Trail, 1937 (no Brasil, Caprichos do Destino)
- Bar 20 Justice, 1938 (no Brasil, A Mina Misteriosa. Episódio da série Hopalong Cassidy)
- The Frontiersmen, 1938 (no Brasil, A Mestra Rural. Episódio da série Hopalong Cassidy)
- Law of the Pampas, 1939 (no Brasil, A Lei dos Pampas. Episódio da série Hopalong Cassidy)
- The Farmer's Daughter, 1940 (no Brasil, Uma Ingênua na Roça)
- Queen of the Mob, 1940 (não-creditado)
- The Texas Rangers Ride Again, 1940 (no Brasil, A Volta dos Mosqueteiros)